# 荷蘭百強專輯榜
荷蘭百強專輯榜或称百強專輯榜是荷兰的专辑排行榜，由荷蘭排行榜搜集的资料。

## 与荷兰四十强专辑榜的竞争
1969年至1999年间，该排行榜由荷兰电台Vernoica广播电台（1969年至1974年）及Stichting Nederlandse Top 40（1974年至1999年）发布。该排行榜早期为20强（1969年至1971年和1972年至1974年）、50强（1971年至1972年和1974年至1985年）75强（1985年至1991年）及100强 (1991年至1999年）。荷兰四十强专辑榜于1999年7月正式终止运作。